# Öldruck (Technik)
Der Begriff Öldruck bezieht sich in der Technik auf zwei Bereiche. Zum einen muss in einem hydraulischen System ein dem Zweck (Steuerung, Druckschmierung, Erreichen eines gewissen Durchflusses) entsprechender Arbeitsdruck vorhanden sein. Zum anderen dient das Öl der Schmierung und gleichzeitig dem Wärmeausgleich. Das letztere bezieht sich nicht nur auf Wärmekraftmaschinen.

## Pascal’sches Prinzip
Das Pascal’sches Prinzip besagt:
Wirkt eine Kraft {\displaystyle F} über eine Fläche {\displaystyle A} auf eine eingeschlossene Flüssigkeit, so entsteht ein Druck {\displaystyle p}, der sich überall in der Flüssigkeit gleich ausbreitet.
Es gilt:
{\displaystyle p={\frac {F}{A}}}

## Verwendungen

### Hydraulik
Erst wenn ein Mindestdruck erreicht ist, ist das System voll arbeitsfähig. Bei moderneren Maschinen erfolgt eine Überwachung mittels Öldruckschalter und Steuergerät, um Teile der Anlage erst freizugeben, wenn der Druck vorhanden ist.
Ältere Maschinen weisen auf einen Minderdruck, wenn überhaupt, lediglich mittels Kontrolllampe hin.

### Maschinen
Bei Stellen, an denen bewegte Teile ineinander greifen, ist häufig eine Schmierung notwendig. Man verwendet hierfür Öl, weil dies im Vergleich zu Fett weitere Aufgaben erfüllen kann, wie das Wegspülen von Abriebpartikeln und den Abtransport von lokaler Wärme. Das Öldrucksystem besteht aus Kanälen (Leitungen, Bohrungen), Schmierstellen, Tropfscheiben, Ölkühler, Ölwanne, Ölfilter und Ölpumpe. Beim Start der Maschine muss dieses System erst gefüllt werden, bevor ein Öldruck aufgebaut werden kann.
Die Art der Überwachung des Öldrucks ist unterschiedlich. Entweder es wird der Druck auf einer Skala eines Manometers angezeigt oder eine Betriebs- oder Warnlampe wird mit einem Öldruckschalter angesteuert (Öldruckwächter). Festgefressene Wellen, zerstörte Lager oder Kolbenfresser können die Folge von fehlendem oder zu geringem Öldruck sein.
Bei Wärmekraftmaschinen (z. B. Verbrennungsmotor) entstehen durch hohe Temperaturen erhöhte Anforderungen an das Schmiersystem.